# Styopa Mkrtchyan
Styopa Mkrtchyan (in armeno Ստյոպա Մկրտչյան?; Erevan, 17 febbraio 2003) è un calciatore armeno, difensore dell'Osijek in prestito dall'Ararat-Armenia.

## Carriera

### Club
Cresciuto nel settore giovanile dell'Ararat-Armenia, nel 2021 viene girato in prestito al BKMA Erevan, con cui esordisce nel calcio professionistico.

### Nazionale
Dopo aver giocato nelle selezioni giovanili Under-17, Under-19 e Under-21, viene convocato in nazionale maggiore nel 2022 dal CT Joaquín Caparrós. Esordisce il 24 marzo 2022 in un match amichevole contro il Montenegro, vinto per 1-0.

## Statistiche

### Cronologia presenze e reti in nazionale
| Cronologia completa delle presenze e delle reti in nazionale ― Armenia | Cronologia completa delle presenze e delle reti in nazionale ― Armenia | Cronologia completa delle presenze e delle reti in nazionale ― Armenia | Cronologia completa delle presenze e delle reti in nazionale ― Armenia | Cronologia completa delle presenze e delle reti in nazionale ― Armenia | Cronologia completa delle presenze e delle reti in nazionale ― Armenia | Cronologia completa delle presenze e delle reti in nazionale ― Armenia | Cronologia completa delle presenze e delle reti in nazionale ― Armenia |
| Data                                                                   | Città                                                                  | In casa                                                                | Risultato                                                              | Ospiti                                                                 | Competizione                                                           | Reti                                                                   | Note                                                                   |
| ---------------------------------------------------------------------- | ---------------------------------------------------------------------- | ---------------------------------------------------------------------- | ---------------------------------------------------------------------- | ---------------------------------------------------------------------- | ---------------------------------------------------------------------- | ---------------------------------------------------------------------- | ---------------------------------------------------------------------- |
| 24-3-2022                                                              | Erevan                                                                 | Armenia                                                                | 1 – 0                                                                  | Montenegro                                                             | Amichevole                                                             | -                                                                      | 14’, 83’                                                               |
| 29-3-2022                                                              | Oslo                                                                   | Norvegia                                                               | 9 – 0                                                                  | Armenia                                                                | Amichevole                                                             | -                                                                      |                                                                        |
| 4-6-2022                                                               | Erevan                                                                 | Armenia                                                                | 1 – 0                                                                  | Irlanda                                                                | UEFA Nations League 2022-2023 - 1º Turno                               | -                                                                      | 61’                                                                    |
| 11-6-2022                                                              | Łódź                                                                   | Ucraina                                                                | 3 – 0                                                                  | Armenia                                                                | UEFA Nations League 2022-2023 - 1º Turno                               | -                                                                      |                                                                        |
| 14-6-2022                                                              | Erevan                                                                 | Armenia                                                                | 1 – 4                                                                  | Scozia                                                                 | UEFA Nations League 2022-2023 - 1º Turno                               | -                                                                      | 45’                                                                    |
| 16-11-2022                                                             | Pristina                                                               | Kosovo                                                                 | 2 – 2                                                                  | Armenia                                                                | Amichevole                                                             | -                                                                      |                                                                        |
| 19-11-2022                                                             | Tirana                                                                 | Albania                                                                | 2 – 0                                                                  | Armenia                                                                | Amichevole                                                             | -                                                                      | 45’                                                                    |
| 25-3-2023                                                              | Erevan                                                                 | Armenia                                                                | 1 – 2                                                                  | Turchia                                                                | Qual. Euro 2024                                                        | -                                                                      | 28’ 45’ 54’                                                            |
| 16-6-2023                                                              | Cardiff                                                                | Galles                                                                 | 2 – 4                                                                  | Armenia                                                                | Qual. Euro 2024                                                        | -                                                                      | 84’                                                                    |
| 19-6-2023                                                              | Erevan                                                                 | Armenia                                                                | 2 – 1                                                                  | Lettonia                                                               | Qual. Euro 2024                                                        | -                                                                      |                                                                        |
| 8-9-2023                                                               | Eskişehir                                                              | Turchia                                                                | 1 – 1                                                                  | Armenia                                                                | Qual. Euro 2024                                                        | -                                                                      |                                                                        |
| 11-9-2023                                                              | Erevan                                                                 | Armenia                                                                | 0 – 1                                                                  | Croazia                                                                | Qual. Euro 2024                                                        | -                                                                      |                                                                        |
| 12-10-2023                                                             | Riga                                                                   | Lettonia                                                               | 2 – 0                                                                  | Armenia                                                                | Qual. Euro 2024                                                        | -                                                                      | 59’                                                                    |
| 17-10-2023                                                             | Strumica                                                               | Macedonia del Nord                                                     | 3 – 1                                                                  | Armenia                                                                | Amichevole                                                             | -                                                                      | 57’                                                                    |
| 21-11-2023                                                             | Zagabria                                                               | Croazia                                                                | 1 – 0                                                                  | Armenia                                                                | Qual. Euro 2024                                                        | -                                                                      |                                                                        |
| 4-6-2024                                                               | Lubiana                                                                | Slovenia                                                               | 2 – 1                                                                  | Armenia                                                                | Amichevole                                                             | -                                                                      |                                                                        |
| 7-6-2024                                                               | Erevan                                                                 | Armenia                                                                | 2 – 1                                                                  | Kazakistan                                                             | Amichevole                                                             | -                                                                      | 80’                                                                    |
| 23-3-2025                                                              | Tbilisi                                                                | Georgia                                                                | 6 – 1                                                                  | Armenia                                                                | UEFA Nations League 2024-2025 - Play-off                               | -                                                                      |                                                                        |
| 9-6-2025                                                               | Niksic                                                                 | Montenegro                                                             | 2 – 2                                                                  | Armenia                                                                | Amichevole                                                             | -                                                                      |                                                                        |
| Totale                                                                 |                                                                        | Presenze                                                               | 19                                                                     |                                                                        | Reti                                                                   | 0                                                                      |                                                                        |